# Streptanthus barbatus
Streptanthus barbatus är en korsblommig växtart som beskrevs av Sereno Watson. Streptanthus barbatus ingår i släktet Streptanthus och familjen korsblommiga växter. Inga underarter finns listade i Catalogue of Life.